# Cucina fiorentina
La cucina fiorentina è approssimativamente caratterizzata da almeno 5 elementi fondamentali: il pane toscano, l'olio extra-vergine d'oliva delle colline, la carne (alla griglia, bistecche di manzo alla fiorentina, selvaggina arrostita e/o brasata col vino come il cinghiale, il coniglio e il cervo), i legumi come i fagioli e i ceci, e infine il vino Chianti.
Secondo un'indagine statistica effettuata da TasteAtlas (nota guida online di viaggi e gastronomia), per il 2023 Firenze si è aggiudicata il titolo di migliore città al mondo dove poter mangiare cibo locale, grazie alla sua cucina caratterizzata dalla semplicità e dalla focalizzazione su ingredienti locali di alta qualità.
La prestigiosa rivista gastronomica La Cucina Italiana, stilando la classifica de "Le 10 mete gastronomiche più cercate del 2024" sul proprio portale web, giudica Firenze come una "tra le città più belle del mondo" e "anche tra quelle in cui si mangia meglio al mondo" e la colloca al secondo posto.

## Antipasti
- Crostini neri toscani
- Coccoli
- Fiori di zucca fritti
- Fettunta (o bruschetta)
- Prosciutto toscano DOP
- Finocchiona IGP

## Primi
- Crespelle alla fiorentina
- Farinata di cavolo nero (piatto di origine pistoiese)
- Minestra di pane
- Pappa al pomodoro
- Pappardelle sulla lepre
- Pappardelle sul cinghiale
- Pasta e fagioli (a Firenze si prepara con i fagioli cannellini)
- Penne strascicate alla fiorentina
- Tortelli di patate mugellani (considerando un'area della provincia)
- Ribollita
- Pancotto
- Panzanella
- Pici (in provincia nella zona di Panzano in Chianti, pieve di Panzano)

## Secondi

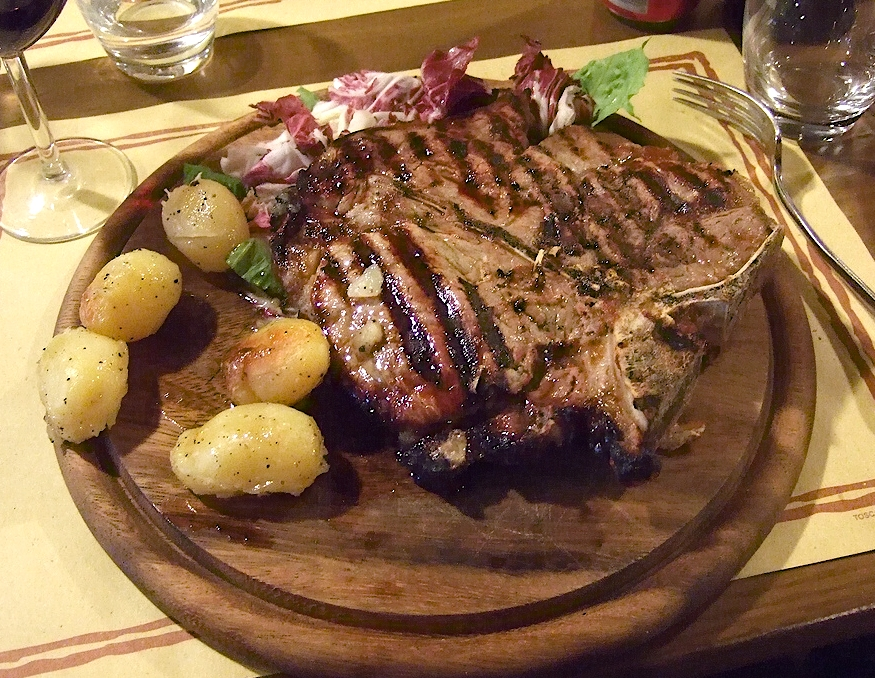
Bistecca alla fiorentina

- Arista alla fiorentina
- Baccalà alla fiorentina
- Bistecca alla fiorentina
- Calamari in Zimino
- Carni in dolceforte
- Cervello alla fiorentina
- Cibreo
- Coniglio alla griglia
- Fritto misto di carne e verdura
- Involtini di cavolo
- Lampredotto
- Lingua in dolceforte
- Ossobuco alla fiorentina
- Peposo alla fornacina
- Pollo alla cacciatora
- Ranocchi fritti
- Rognone trifolato
- Spezzatino
- Salsiccia e fagioli
- Stracotto
- Trippa alla fiorentina
- Totani in Zimino
- Francesina o Lesso rifatto[4]

## Verdure/Contorni

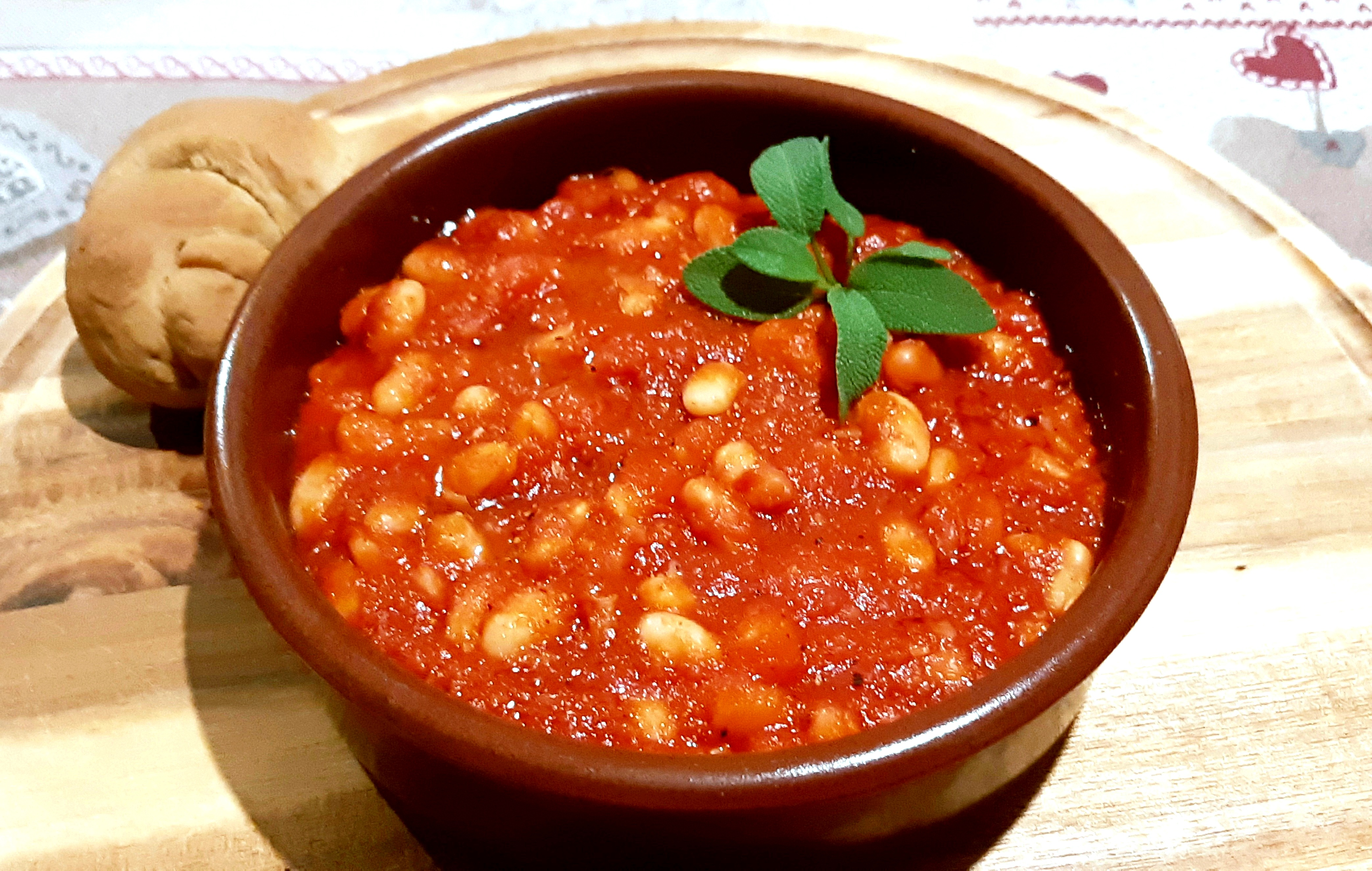
Fagioli all'uccelletto

- Asparagi alla fiorentina
- Cavolfiore strascicato
- Fagioli all'uccelletto
- Piselli alla fiorentina

## Dolci

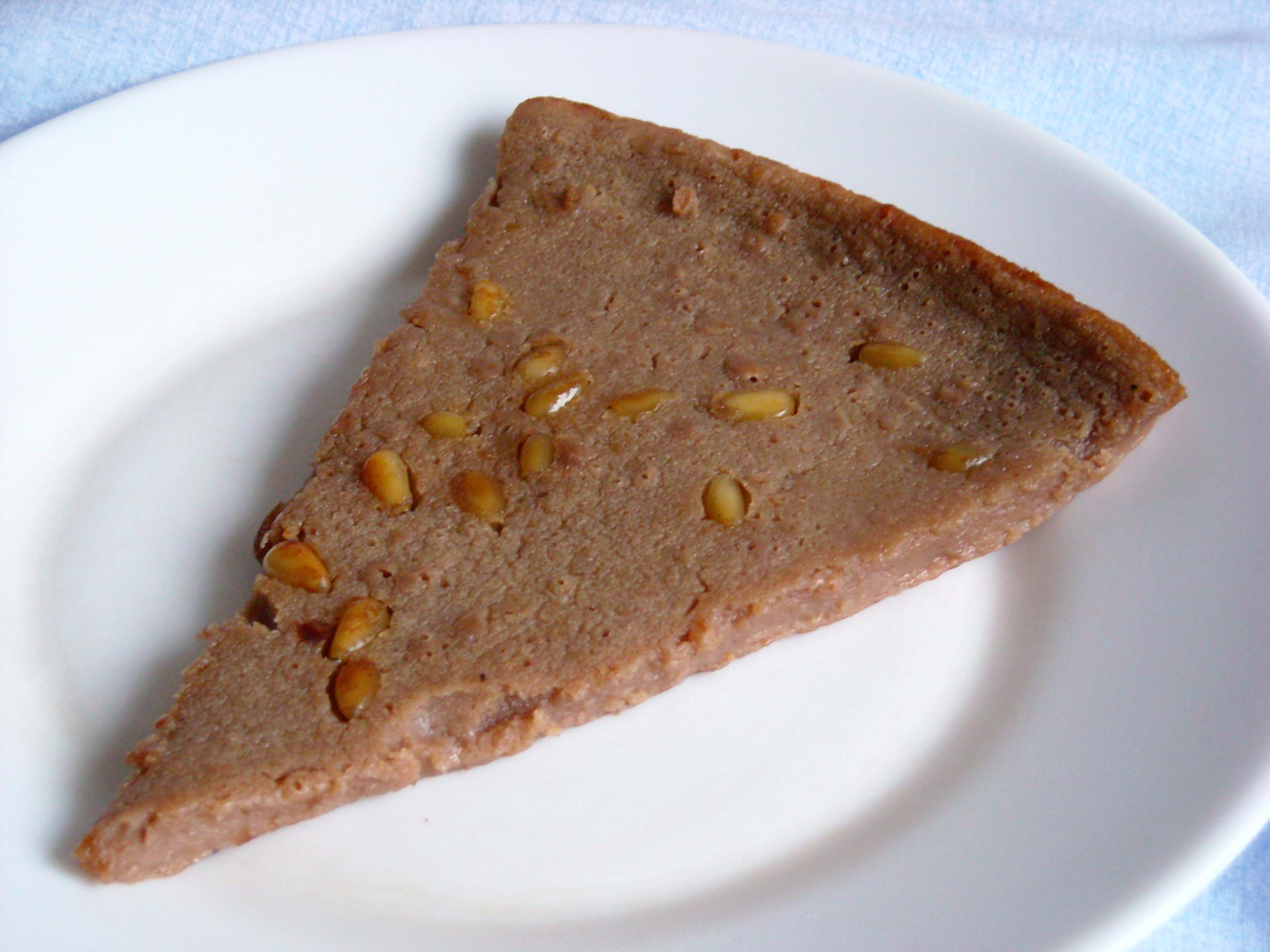
Castagnaccio

- Castagnaccio
- Cenci
- Frittelle di riso
- Gelato
- Pan di ramerino
- Scendiletto
- Schiacciata alla fiorentina
- Schiacciata con l'uva
- Cantucci toscani
- Zuccotto

## Vini
- Chianti
- Vinsanto

## Cocktail e liquori
- Negroni
- Alchermes

## Prodotti DOP e IGP
Secondo i dati del Masaf aggiornati a luglio 2024, la provincia di Firenze vanta 13 prodotti DOP e IGP, collocandosi al terzo posto tra le province toscane con il maggior numero di prodotti DOP e IGP.
Di seguito l'elenco dei prodotti DOP e IGP fiorentini in ordine alfabetico:
- Agnello del Centro Italia
- Cantuccini/Cantucci Toscani
- Cinta Senese
- Finocchiona
- Marrone del Mugello
- Mortadella Bologna
- Olio Chianti Classico
- Olio Toscano
- Pane Toscano
- Pecorino Toscano
- Prosciutto Toscano
- Salamini italiani alla cacciatora
- Vitellone bianco dell'Appennino Centrale